# Verbascum inulifolioides
Verbascum inulifolioides är en flenörtsväxtart som beskrevs av Hub.-mor.. Verbascum inulifolioides ingår i släktet kungsljus, och familjen flenörtsväxter. Inga underarter finns listade i Catalogue of Life.